# Вацлав Вилем из Роупова
Вацлав Вилем из Роупова (чеш. Václav Vilém z Roupova; приблизительно 1580 — 20 сентября 1641, Литомержице, Чешское королевство) — чешский политический деятель, один из руководителей антигабсбургского восстания 1618 года, президент Директории в 1618—1619 годах. После разгрома восстания эмигрировал и благодаря этому избежал казни.

## Биография
Вацлав Вилем принадлежал к старинному шляхетскому роду панов из Роупова, представители которого владели землями в Пльзеньском крае. О его ранних годах почти ничего не известно. Он принадлежал к конфессии чешских братьев, учился в университетах Италии и Швейцарии. В 1610-х годах Вацлав Вилем оказался в числе наиболее радикальных представителей протестантской оппозиции. Он стал советником и камергером при дворе императора Матвея, через брак породнился с графом Яхимом Ондржеем Шликом, Карлом Старшим из Жеротина, Йиндржихом Матиашем Турном. В 1618 году Вацлав Вилем стал одним из руководителей восстания и был избран в состав нового правительства — Директории, где занял пост президента. Именно он предложил низложить Фердинанда Габсбургского и избрать королём Фридриха Пфальцского. Тот в благодарность назначил Вацлава Вилема высочайшим канцлером.
После разгрома повстанцев на Белой горе Вацлав Вилем бежал из Чехии, благодаря чему избежал казни. Заочно он был приговорён к смерти, а его имущество было конфисковано. Вацлав Вилем обосновался в Берлине, причём отстранился от политики и начал хлопотать о помиловании и разрешении вернуться домой; помогали ему в этом Альбрехт Валленштейн и Зденек Войтех Попел из Лобковиц. В 1627 году он был амнистирован, но на родину вернулся только в 1631 году, с саксонской армией. Вацлав Вилем попытался создать новое сословное правительство, потерпел неудачу, в 1632 году снова эмигрировал и поселился в Дрездене. 
В 1641 году Вацлав Вилем вернулся в Чехию вместе со шведской армией и был назначен гетманом Литомержицкого края. Вскоре он умер от болезни.